# Hoe het danst
Hoe het danst (niederländisch für „Wie es tanzt“) ist ein Lied der niederländischen Musiker Marco Borsato, Armin van Buuren und der Musikerin Davina Michelle. In den deutschsprachigen Ländern wurde die Komposition als Teil von Helene Fischers Null auf 100 zum Charthit.

## Entstehung und Artwork
Geschrieben, produziert und programmiert wurde das Lied gemeinsam von Armin van Buuren, John Ewbank und Benno de Goey.
Auf dem Frontcover der Single sind – außer Künstlernamen und Liedtitel – die Gesichter aller Künstler zu sehen. Die Gesichter sind mittig, vor einem schwarzen Hintergrund, angeordnet. Man sieht vom Betrachter aus links oben van Buuren, rechts daneben Borsato und mittig unter den beiden Michelle. Der Liedtitel befindet sich in der Mitte des Coverbildes, zwischen den Gesichtern, die Interpreten in der unteren linken Ecke.

## Veröffentlichung und Promotion
Die Erstveröffentlichung von Hoe het danst erfolgte als digitale Single zum Download und Streaming am 8. Mai 2019. Hoe het danst erschien zunächst als Einzeltrack, am 28. Juni 2019 folgte die Veröffentlichung einer digitalen EP mit zwei zusätzlichen Remixen und einem Instrumental. Fast ein Jahr nach der EP-Veröffentlichung erschien eine 12″-Maxi-Single zu Hoe het danst. Diese beinhaltet auf der A-Seite die reguläre und Instrumentalversion zu Hoe het danst, auf der B-Seite befindet sich das Lied Lippenstift (Marco Borsato, Snelle & John Ewbank) und ein Instrumental dazu. Die Singles erschienen durch Universal Music und wurden durch Universal Music Publishing vertrieben. Verlegt wurde das Lied durch Chandler S Ford Music.

## Inhalt
Der Liedtext zu Hoe het danst ist in niederländischer Sprache verfasst. Die Musik und der Text wurden gemeinsam von Armin van Buuren, John Ewbank und Benno de Goey geschrieben beziehungsweise komponiert. Musikalisch bewegt sich die Ballade im Bereich der elektronischen Tanzmusik und der Popmusik, im Stile des Dance-Pops. Das Tempo beträgt 130 Schläge pro Minute. Die Tonart ist E-Dur. Inhaltlich geht es im Lied um ein Liebespaar, das sich aufgrund von Kommunikationsschwierigkeiten entscheidet, getrennte Wege zu gehen.
Aufgebaut ist das Lied auf zwei Strophen, zwei Refrains, einem Drop, einer Bridge und einem Outro. Das Lied beginnt mit der ersten Strophe, an die sich zunächst der sogenannte „Pre-Chorus“ anschließt, ehe der eigentliche Refrain einsetzt. Bis zu diesem Zeitpunkt ist nur Borsato zu hören. Der gleiche Vorgang wiederholt sich mit der zweiten Strophe, wobei die Strophe und der Pre-Chorus alleine von Michelle und der eigentliche Refrain gemeinsam von Borsato und Michelle gesungen wird. Nach dem zweiten Refrain folgt ein gemeinsam gesungener Drop, auf den wiederum die Bridge folgt.
Die Bridge wird alleine von Borsato gesungen und besteht nur aus der Zeile „Sleutels vast, de deurknop heb ik in m’n hand“ (niederländisch für „Ich halte die Schlüssel, den Türknauf habe ich in der Hand“). Nach der Bridge erfolgt erneut der Refrain, der von Borsato und Michelle gesungen wird und der sich aus einem neuen Text zusammensetzt. Auf den dritten Refrain folgt nochmals der gemeinsam gesungene Drop, ehe das Lied mit dem Outro endet. Das Outro setzt sich lediglich aus dem gemeinsam gesungenen Satz „Wil niet zeggen dat ik jou niet mis“ zusammen, der aus dem Refrain stammt. Der Gesang im Lied stammt nur von Borsato und Michelle, van Buuren wirkt lediglich als Studiomusiker beziehungsweise Pan der Produktion mit.

## Musikvideo
Das Musikvideo zu Hoe het danst feierte seine Premiere auf YouTube am 22. Mai 2019. Es zeigt ein Liebespaar, gespielt von Sem Klarenbeek und Lisa Morrell, die im Wechsel in verschiedenen Gefühlslagen zu sehen sind. Man sieht sie unter anderem beim Streiten, in sich liebenden Momenten, jeder für sich alleine in nachdenklichen Situationen sowie sich aus dem Weg gehend. In einer Tanzszene in einem Nachtclub werden die beiden von Borsato, van Buuren und Michelle beobachtet. Die drei Musiker sind zudem immer wieder zusammen das Lied aufführend zu sehen. Sie tragen dabei schwarze Kleidung und befinden sich einem schwarzen Raum, van Buuren sieht man hierbei am Klavier. Die Gesamtlänge des Videos beträgt 4:12 Minuten. Regie führten die beiden Niederländer Thomas Melgers und Tim Toorman von FastForward. Bis heute zählt das Video über 22 Millionen Aufrufe bei YouTube (Stand: Oktober 2021).

## Mitwirkende
| Liedproduktion - Marco Borsato: Gesang - Armin van Buuren: Komponist, Liedtexter, Musikproduzent, Programmierung - John Ewbank: Komponist, Liedtexter, Musikproduzent, Programmierung - Benno de Goey: Komponist, Liedtexter, Musikproduzent, Programmierung - Davina Michelle: Gesang | Unternehmen - Chandler S Ford Music: Verlag - FastForward: Filmproduzent (Musikvideo) - Universal Music: Musiklabel - Universal Music Publishing: Vertrieb |

Musikvideos (Auswahl)
- Monica Alblas: Visagist
- Macy Bond: Produktionsassistenz
- Bernd Corbee: 2. Filmeditor
- John Doornik: Besetzungsregisseur
- Jacqueline Hoogendijk: Visagist
- Sem Klarenbeek: Schauspieler
- Joost Laarakker: Kameramann
- Roos Leupen: Produktionsassistenz
- Thomas Melgers: Drehbuch, Regisseur
- Famke Mesman: Styling
- Lisa Morrell: Schauspieler
- Jenny Smit: Filmproduktionsleitung
- Josette Timmermans: 2. Filmeditor
- Luuk Toorman: 1. Filmeditor
- Tim Toorman: Drehbuch, Regisseur
- Lise Tuijp: Schauspieler
- Rory van den Berg: Kameraassistent
- Bas van Schellen: Farbkorrektur

## Kommerzieller Erfolg

### Chartplatzierungen
Hoe het danst erreichte in den Niederlanden die Chartspitze der Singlecharts und platzierte sich drei Wochen an ebendieser sowie 19 Wochen in den Top 10 und 30 Wochen in den Top 40. Borsato erreichte hiermit zum 41. Mal die niederländischen Musikcharts, es ist sein 29. Top-10- und sein 17. Nummer-eins-Erfolg. Für van Buuren ist es der 34. Charterfolg in seiner Heimat, er erreichte zum sechsten Mal die Top 10 und erstmals die Chartspitze. Michelle erreichte nach Duurt te lang und Skyward zum dritten Mal die niederländischen Singlecharts, es ist zugleich ihr dritter Top-10-Hit sowie der zweite Nummer-eins-Hit nach Duurt te lang. 2019 belegte das Lied Rang zwei der Single-Jahrescharts in den Niederlanden. Es musste sich lediglich Hij is van mij (Kris Kross Amsterdam & Maan & Tabitha feat. Bizzey) geschlagen geben. 2020 platzierte sich das Lied nochmals auf Rang 90 der Jahrescharts.
In den flämisch-belgischen Singlecharts erreichte Hoe het danst ebenfalls die Chartspitze und hielt sich zehn Wochen an ebendieser sowie 27 Wochen in den Top 10 und 43 Wochen in den Charts. Borsato erreichte hiermit zum 26. Mal die flämisch-belgischen Charts, es ist sein zwölfter Top-10- und sein sechster Nummer-eins-Erfolg. Für van Buuren ist es der neunte Charterfolg in Flandern, er erreichte zum vierten Mal die Top 10 und erstmals die Chartspitze. Michelle erreichte erstmals die flämisch-belgischen Singlecharts. 2019 belegte das Lied Rang drei der Single-Jahrescharts in Flandern, 2020 belegte es noch Rang 32.
| ChartsChartplatzierungen  | Höchstplatzierung | Wochen |
| ------------------------- | ----------------- | ------ |
| Flandern (Ultratop)       | 1 (43 Wo.)        | 43     |
| Niederlande (Media Markt) | 1 (30 Wo.)        | 30     |

| ChartsJahrescharts (2019) | Platzierung |
| ------------------------- | ----------- |
| Flandern (Ultratop)       | 3           |
| Niederlande (Media Markt) | 2           |

| ChartsJahrescharts (2020) | Platzierung |
| ------------------------- | ----------- |
| Flandern (Ultratop)       | 32          |
| Niederlande (Media Markt) | 90          |

### Auszeichnungen für Musikverkäufe
| Land/Region        | Auszeichnungen für Musikverkäufe (Land/Region, Auszeichnung, Verkäufe) | Verkäufe |
| ------------------ | ---------------------------------------------------------------------- | -------- |
| Belgien (BRMA)     | 6× Platin                                                              | 120.000  |
| Niederlande (NVPI) | 3× Platin                                                              | 240.000  |
| Insgesamt          | 9× Platin ·                                                            | 360.000  |

## Coverversion von Helene Fischer
Null auf 100 ist eine deutschsprachige Coverversion zu Hoe het danst von der deutschen Pop- und Schlagersängerin Helene Fischer. Das Stück ist die dritte Singleauskopplung aus ihrem achten Studioalbum Rausch.

### Entstehung und Artwork
Geschrieben wurde das Lied gemeinsam von Armin van Buuren, John Ewbank, Helene Fischer, Benno de Goey, Robin Haefs, Tim Peters, Revelle, Konstantin Scherer (Djorkaeff) und Vincent Stein (Beatzarre). Die Produktion erfolgte durch Tobias Topic, wobei Fischer sich als ausführende Produzentin beteiligte. Topic zeichnete darüber hinaus für das Einspielen der Instrumente sowie die Abmischung verantwortlich. Er ist unter anderem am Bass, Keyboard, Schlagzeug und dem Synthesizer zu hören. Bei der Abmischung erhielt er Unterstützung durch Fischer und das Produzententrio Madizin (bestehend aus: Patrick Benzner, Dave Roth und Serhat Sakin). Fischer und das Produzententrio Madizin waren zudem für die Aufnahme zuständig. Das Mastering erfolgte im Berliner TrueBusyness Mastering Studio, unter der Leitung von Sascha Bühren und Laura Morina.
Auf dem Frontcover der Single ist – außer Künstlernamen und Liedtitel – Fischer zu sehen. Man sieht sie stehend, ab den Knien aufwärts, mit den Händen auf der Hüfte abgestützt und dem Blick nach vorne gerichtet. Sie trägt einen Bodysuit, der farblich der gelben Hintergrundfarbe angepasst wurde und somit eine Einheit mit diesem bildet.

### Veröffentlichung und Promotion
Die Erstveröffentlichung von Null auf 100 erfolgte als Single am 14. Oktober 2021 durch Polydor. Die Single erschien als Einzeltrack zum Download und Streaming. Der Vertrieb erfolgte durch Universal Music Publishing, verlegt wurde das Lied durch Budde Music, Chandler’s Ford Music, Chartlight Musikverlag, Edition Djorkaeff-Beatzarre, Fisherman Songs, Konstantin Scherer Musikverlag, MCA Music Publishing, Nur Liebe Edition, O.M.S. Music Publishing und Sony Music Publishing.  Am 15. Oktober 2021 erschien Null auf 100 als Teil von Fischers achtem Studioalbum Rausch. Auf der sogenannten „Super-Deluxe-Version“ des Albums befindet sich mit Alternative Mixes eine Bonus-CD mit Remixen, darunter der „Silverjam Piano Mix“ zu Null auf 100. Um das Lied zu bewerben, erfolgte unter anderem ein Liveauftritt in der ZDF-Show Wetten, dass..? am 6. November 2021. Der Fernsehsender Sat.1 untermalte seinen Werbespot für Hochzeit auf den ersten Blick mit dem Lied, womit es in diversen Werbeunterbrechungen im November 2021 zu hören war.

### Inhalt
Der Liedtext zu Null auf 100 ist in deutscher Sprache verfasst. Die Musik und der Text entstammen dem Original und wurden von Armin van Buuren, John Ewbank und Benno de Goey geschrieben beziehungsweise komponiert; der umgeschriebene deutschsprachige Subtext wurde von Beatzarre, Djorkaeff, Helene Fischer, Robin Haefs, Tim Peters und Revelle verfasst. Musikalisch bewegt sich die Ballade im Bereich der elektronische Tanzmusik und der Popmusik, im Stile des Dance-Pops. Das Tempo beträgt 130 Schläge pro Minute. Die Tonart ist Es-Dur. Inhaltlich geht es in der deutschsprachigen Adaption um die Sehnsucht, endlich wieder ausgelassen sein zu können sowie dem Gefühl einfach wieder leben und feiern zu können.
Aufgebaut ist das Lied auf zwei Strophen, einem Refrain, einer Bridge und einem Outro. Das Lied beginnt mit der ersten Strophe, die sich aus vier Zeilen zusammensetzt. An die erste Strophe schließt sich zunächst der sogenannte „Pre-Chorus“ an, ehe der eigentliche Refrain einsetzt. Der gleiche Vorgang wiederholt sich mit der zweiten Strophe. Nach dem zweiten Refrain dient ein sich wiederholendes „Oh yeah“ als Bridge, bevor zum dritten Mal der Refrain einsetzt, diesmal jedoch ohne den „Pre-Chorus“. Nach dem dritten Refrain endet das Lied mit der Outro, das lediglich aus der Zeile „Um uns steht die ganze Welt kurz still“ besteht.

### Musikvideo
Das Musikvideo zu Null auf 100 wurde Anfang September 2021 in Deutschland gedreht und feierte seine Premiere auf YouTube am 15. Oktober 2021. Die Gesamtlänge des Videos beträgt 3:55 Minuten. Regie führte, wie schon bei Volle Kraft voraus, der Brite Russell Thomas. Es zeigt Fischer in einem Glitzer-Einteiler, die von Tänzern und Tänzerinnen begleitet, das Lied aufführt. Zu Beginn liegt sie alleine auf der Bühne, nachdem sie sich zunächst aufsetzt, stellt sie sich nach circa 45 Sekunden auf und die Tänzer beziehungsweise Tänzerinnen treten erstmals in Erscheinung. Fortan sieht man alle zusammen das Lied aufführen, während sie von einer Lichtershow begleitet werden. Fischer selbst ist auf einer großen Bühne zu sehen, die Tänzer und Tänzerinnen sind einzeln um sie herum auf kleineren Plattformen verteilt. Das Video war Teil des Musikfilms Im Rausch der Sinne, der am 16. Oktober 2021 im ZDF ausgestrahlt wurde. Bis heute zählt das Video über 6,2 Millionen Aufrufe bei YouTube (Stand: Mai 2022).

### Mitwirkende
| Liedproduktion - Sascha Bühren: Mastering - Armin van Buuren: Komponist, Liedtexter - John Ewbank: Komponist, Liedtexter - Helene Fischer: Abmischung, Ausführender Produzent, Gesang, Subtexter, Tonmeister - Benno de Goey: Komponist, Liedtexter - Robin Haefs: Subtexter - Madizin: Abmischung, Tonmeister - Laura Morina: Mastering - Tim Peters: Subtexter - Revelle: Subtexter - Konstantin Scherer (Djorkaeff): Subtexter - Vincent Stein (Beatzarre): Subtexter - Tobias Topic: Abmischung, Bass, Keyboard, Musikproduzent, Schlagzeug, Synthesizer | Unternehmen - Budde Music: Verlag - Chandler’s Ford Music: Verlag - Chartlight Musikverlag: Verlag - Edition Djorkaeff-Beatzarre: Verlag - Fisherman Songs: Verlag - Konstantin Scherer Musikverlag: Verlag - MCA Music Publishing: Verlag - Nur Liebe Edition: Verlag - O.M.S. Music Publishing: Verlag - Polydor: Musiklabel - Sony Music Publishing: Verlag - Universal Music Publishing: Vertrieb Musikvideo - Russell Thomas: Regisseur - Florian Wieder: Creative Producer |

### Rezensionen
Hendrik Müller vom deutschsprachigen E-Zine Plattentests.de bewertete das Album Rausch mit zwei von zehn Punkten. Während seiner Rezension kam er zum Entschluss, dass Null auf 100 „Schnulzballade“ mit „Eurodance-Beats“ fusioniere. Richard Strobl von der Münchner Boulevardzeitung tz nannte Null auf 100 eine gefühlvolle Ballade mit Tiefgang. Der deutsche Mediendienst Teleschau beschrieb Null auf 100 als einen Titel der „Spaß“ mache. Immer wieder Tempo- und Stimmungswechsel, viel Dynamik, viel Power. Fischer feiere das Leben und liefere den Fans eine neue „Hymne“ zum Mittanzen und -singen.

### Kommerzieller Erfolg

#### Chartplatzierungen
Null auf 100 erreichte in Deutschland Rang 23 der Singlecharts und platzierte sich acht Wochen in den Top 100. Darüber hinaus erreichte das Lied die Chartspitze der Konservativ Pop Airplaycharts, Rang fünf der Downloadcharts, Rang elf der deutschsprachigen Singlecharts sowie Rang 44 der Streamingcharts. In Österreich erreichte Null auf 100 Rang 65 und hielt sich zwei Wochen in den Charts. In der Schweiz erreichte die Single mit Rang 57 seine beste Chartnotierung und platzierte sich zwei Wochen in den Charts. 2021 platzierte sich Null auf 100 auf Rang 36 der deutschen Konservativ Pop Airplay-Jahrescharts.
Für Fischer als Interpretin ist Null auf 100 der 21. Charthit in Deutschland sowie der zwölfte in Österreich und der elfte in der Schweiz. Als Autorin erreichte sie hiermit nach Vamos a marte und Volle Kraft voraus zum dritten Mal die deutschen Singlecharts sowie je zum zweiten Mal nach Vamos a marte in Österreich und der Schweiz.
| ChartsChartplatzierungen | Höchstplatzierung | Wochen |
| ------------------------ | ----------------- | ------ |
| Deutschland (GfK)        | 23 (8 Wo.)        | 8      |
| Österreich (Ö3)          | 65 (2 Wo.)        | 2      |
| Schweiz (IFPI)           | 57 (2 Wo.)        | 2      |

#### Auszeichnungen für Musikverkäufe
Im Juli 2023 erreichte Null auf 100 Goldstatus mit über 200.000 verkauften Einheiten in Deutschland. Das Lied zählt damit zu den meistverkauften Schlagern des Landes der 2020er-Jahre.
| Land/Region        | Auszeichnungen für Musikverkäufe (Land/Region, Auszeichnung, Verkäufe) | Verkäufe |
| ------------------ | ---------------------------------------------------------------------- | -------- |
| Deutschland (BVMI) | Gold                                                                   | 200.000  |
| Insgesamt          | 1× Gold ·                                                              | 200.000  |